# 외침과 속삭임
《외침과 속삭임》(스웨덴어: Viskningar och rop)은 잉마르 베리만 감독의 1972년 스웨덴 영화로, 리브 울만, 헤리어트 안더손, 카리 실완, 잉리드 툴린이 출연하였다. 이 영화는 19세기 말엽 스웨덴의 한 저택을 무대로 세자매 중 두 자매가 그들의 막내 여동생이 병으로 죽어가는 것을 지켜보는 가운데, 뒤엉킨 감정을 섬세하게 묘사하였다. 베리만은 몇 개의 실패한 실험적인 영화를 찍은 직후, 〈외침과 속삭임〉으로 비평 뿐만 아니라 상업적으로 성공을 거둬, 미국 아카데미 상에 그해 최고의 영화를 비롯 5개의 부분에 지명이 되었다. 베리만 감독의 오랜 협력자인 촬영감독 스벤 닉비스트는 이 영화의 풍부한 색감과 조명으로 아카데미 촬영상을 수상하였다.

## 출연

### 주연
- 해리엣 안데르손

### 조연
- 잉그리드 서린
- 리브 울만
- 잉가 길
- 얼랜드 조셉슨
- 헤닝 모리츤